# 関根成年
関根 成年（せきね なるとし）は、日本のエクストリーム・メタル・ミュージシャン。BUTCHER ABC、GRAVAVGRAVのメンバー。C.S.S.O.の元メンバー。
レコード・レーベル・OBLITERATION RECORDSの設立者、レコード店・はるまげ堂の店主。音楽イベント・Asakusa Deathfestの主催者として、務めている。

## 来歴
- 1992年 - グラインドコア・バンド「C.S.S.O.」に加入。また、レコード・レーベル「OBLITERATION RECORDS」を設立。
- 2002年 - デスグラインド・バンド「BUTCHER ABC」を結成。
- 2009年 - BUTCHER ABC解散。
- 2021年1月 - デスメタル・バンド「GRAVAVGRAV」を結成。
- 2023年 - BUTCHER ABC再結成。